# Staurotheca australis
Staurotheca australis is een hydroïdpoliep uit de familie Sertulariidae. De poliep komt uit het geslacht Staurotheca. Staurotheca australis werd in 1997 voor het eerst wetenschappelijk beschreven door Peña Cantero, Svoboda & Vervoort. 